# Бернуй-Сапардьєль
Бернуй-Сапардьєль (ісп. Bernuy-Zapardiel) — муніципалітет в Іспанії, у складі автономної спільноти Кастилія-і-Леон, у провінції Авіла. Населення — 145 осіб (2010).
Муніципалітет розташований на відстані близько 120 км на північний захід від Мадрида, 40 км на північний захід від Авіли.

## Демографія
Динаміка населення (INE ):